# Leucolophus tobingensis
Leucolophus tobingensis är en måreväxtart som först beskrevs av Friedrich Anton Wilhelm Miquel, och fick sitt nu gällande namn av Cornelis Eliza Bertus Bremekamp. Leucolophus tobingensis ingår i släktet Leucolophus och familjen måreväxter. Inga underarter finns listade i Catalogue of Life.